# Llista de topònims de l'Eixample de Barcelona
La llista de topònims (noms propis de lloc) del districte de l'Eixample, a Barcelona està dividida per motius tècnics en:
- Llista de topònims de l'Esquerra de l'Eixample i Sant Antoni
- Llista de topònims de la Dreta de l'Eixample
- Llista de topònims de la Sagrada Família i el Fort Pienc

A continuació es recullen només els topònims que no estan inclosos en aquestes llistes.
Informació actualitzada per un bot. Els canvis manuals es perdran quan s'actualitzi!

## barri administratiu de Barcelona
| imatge | Nom                             | Ubicat a | instància de                           | Detalls                                                                            | coordenades                                                                              | Protecció | Commons (més fotos)             | Dades a WD                    |
| ------ | ------------------------------- | -------- | -------------------------------------- | ---------------------------------------------------------------------------------- | ---------------------------------------------------------------------------------------- | --------- | ------------------------------- | ----------------------------- |
|        | Dreta de l'Eixample             | Eixample | barri administratiu de Barcelona barri | 44088 hab Superfície: 212.3ha                                                      | 41° 23′ 43″ N, 2° 10′ 00″ E / 41.395278°N,2.166667°E                                     |           | Dreta de l'Eixample             | Modifica les dades a Wikidata |
|        | Fort Pienc                      | Eixample | barri administratiu de Barcelona barri | 36773 hab Superfície: 92.9ha Anomenat per: Fort Pius                               | 41° 23′ 44″ N, 2° 11′ 01″ E / 41.395675°N,2.183703°E                                     |           | Fort Pienc                      | Modifica les dades a Wikidata |
|        | Sagrada Família                 | Eixample | barri administratiu de Barcelona barri | 52164 hab Superfície: 105.1ha Anomenat per: Temple Expiatori de la Sagrada Família | 41° 24′ 13″ N, 2° 10′ 28″ E / 41.403561°N,2.174347°E                                     |           | Sagrada Família (neighbourhood) | Modifica les dades a Wikidata |
|        | Sant Antoni                     | Eixample | barri administratiu de Barcelona barri | 38700 hab Superfície: 80.1ha                                                       | 41° 22′ 41″ N, 2° 09′ 34″ E / 41.37801°N,2.15949°E                                       |           | Sant Antoni (Eixample)          | Modifica les dades a Wikidata |
|        | l'Antiga Esquerra de l'Eixample | Eixample | barri administratiu de Barcelona       | 43046 hab Superfície: 123.4ha                                                      | 41° 23′ 24″ N, 2° 09′ 18″ E / 41.390061111111°N,2.1550611111111°E Esquerra de l'Eixample |           | L'Antiga Esquerra de l'Eixample | Modifica les dades a Wikidata |
|        | la Nova Esquerra de l'Eixample  | Eixample | barri administratiu de Barcelona       | 57906 hab Superfície: 133.8ha                                                      | 41° 23′ 00″ N, 2° 08′ 56″ E / 41.383389°N,2.149°E Esquerra de l'Eixample                 |           | La Nova Esquerra de l'Eixample  | Modifica les dades a Wikidata |

## conjunt urbà
| imatge | Nom                                 | Ubicat a           | instància de | Detalls | coordenades | Protecció                                                               | Commons (més fotos)                 | Dades a WD                    |
| ------ | ----------------------------------- | ------------------ | ------------ | ------- | --- | ----------------------------------------------------------------------- | ----------------------------------- | ----------------------------- |
|        | Conjunt especial de l'Eixample      | Eixample           | conjunt urbà |         | 41° 23′ 41″ N, 2° 10′ 23″ E / 41.3946098367112°N,2.17301236103573°E                                                                | bé amb protecció urbanística                                            |                                     | Modifica les dades a Wikidata |
|        | Sector de conservació de l'Eixample | Barcelona Eixample | conjunt urbà |         | 41° 23′ N, 2° 10′ E / 41.39°N,2.16°E ca:Dreta de l'Eixample, Antiga Esquerra de l'Eixample, av. Diagonal, Gran Via, ronda Sant Pau | bé integrant del patrimoni cultural català bé amb protecció urbanística | Sector de conservació de l'Eixample | Modifica les dades a Wikidata |

## Misc
| imatge | Nom                    | Ubicat a                                                             | instància de                                | Detalls                                                                            | coordenades                                                                                         | Protecció | Commons (més fotos)    | Dades a WD                    |
| ------ | ---------------------- | -------------------------------------------------------------------- | ------------------------------------------- | ---------------------------------------------------------------------------------- | --------------------------------------------------------------------------------------------------- | --------- | ---------------------- | ----------------------------- |
|        | Esquerra de l'Eixample | Eixample                                                             | barri                                       |                                                                                    | 41° 23′ 13″ N, 2° 09′ 08″ E / 41.386806°N,2.152206°E                                                |           | Esquerra de l'Eixample | Modifica les dades a Wikidata |
|        | Frontó Condal          | Barcelona Eixample                                                   | frontó Long fronton                         | Estat: enderrocat o destruït                                                       | 41° 23′ 37″ N, 2° 09′ 27″ E / 41.393623°N,2.157378°E ca:C. Rosselló - C. Balmes                     |           | Frontó Condal          | Modifica les dades a Wikidata |
|        | Gaixample              | Eixample                                                             | barri gai                                   |                                                                                    | 41° 23′ 09″ N, 2° 09′ 38″ E / 41.385913°N,2.160563°E                                                |           |                        | Modifica les dades a Wikidata |
|        | Petit Palace Museum    | Eixample                                                             | boutique hotel                              |                                                                                    | 41° 23′ 20″ N, 2° 09′ 55″ E / 41.38898425362015°N,2.165348113127592°E ca:Carrer de la Diputació 250 |           |                        | Modifica les dades a Wikidata |
|        | avinguda Diagonal      | Barcelona Sant Martí Eixample Gràcia Sarrià - Sant Gervasi les Corts | avinguda                                    | 1860 Llarg: 11km Anomenat per: diagonal                                            | 41° 23′ 47″ N, 2° 09′ 29″ E / 41.396389°N,2.158056°E                                                |           | Avinguda Diagonal      | Modifica les dades a Wikidata |
|        | ramal de Glòries       | Barcelona Eixample Sant Martí Sant Pere, Santa Caterina i la Ribera  | línia de ferrocarril                        |                                                                                    | 41° 24′ 10″ N, 2° 11′ 06″ E / 41.402668°N,2.184984°E                                                |           |                        | Modifica les dades a Wikidata |
|        | túnel d'Aragó          | Eixample                                                             | túnel                                       |                                                                                    | 41° 23′ 11″ N, 2° 09′ 25″ E / 41.386275°N,2.156904°E                                                |           |                        | Modifica les dades a Wikidata |
|        | túnel de Meridiana     | Barcelona Eixample Sant Martí Sant Andreu Nou Barris                 | túnel ferroviari                            |                                                                                    | 41° 25′ 10″ N, 2° 11′ 13″ E / 41.41931111°N,2.18685833°E avinguda Meridiana                         |           |                        | Modifica les dades a Wikidata |
|        | túnel de Provença      | Barcelona Eixample Sant Martí Sant Andreu                            | túnel de línia ferroviària d'alta velocitat | 2013 Hi passa: LAV Madrid - Saragossa - Barcelona - Frontera Francesa Llarg: 5600m | 41° 23′ 51″ N, 2° 09′ 50″ E / 41.39761°N,2.1639°E                                                   |           |                        | Modifica les dades a Wikidata |